# تپه قلات دوربه
تپه قلات دوربه مربوط به هزاره اول قبل از میلاد است و در شهرستان اشنویه، بخش مرکزی، دهستان دشت بیل، روستای دوربه واقع شده و این اثر در تاریخ ۲۸ شهریور ۱۳۸۶ با شمارهٔ ثبت ۱۹۶۱۱ به‌عنوان یکی از آثار ملی ایران به ثبت رسیده است.